# Блайбах
Блайбах (на немски: Blaibach) е община в окръг Горен Пфалц в Бавария, Германия с 1971 жители (към 31 декември 2018).
Намира се на 20 км от чешката граница. За пръв път Блайбах е споменат в документ през 1182 г. Селището е част от Курфюрство Бавария, от 1806 г. в Кралство Бавария. Днешната община е създадена през 1818 г.
- Дворец Блайбах